# Glyptometra lateralis
Glyptometra lateralis is een haarster uit de familie Charitometridae.
De wetenschappelijke naam van de soort werd in 1908 gepubliceerd door Austin Hobart Clark.